# 아프리카폐어속
아프리카폐어속(Protopterus)은 아프리카에서 발견되는 폐어류 속의 하나이다. 아프리카폐어과(Protopteridae)의 유일속으로 4종으로 이루어져 있다.

## 하위 종
4종으로 이루어져 있다.
- 표범폐어 또는 프로톱테루스 에이티오피쿠스 (Protopterus aethiopicus)
  - Protopterus aethiopicus aethiopicus Heckel, 1851
  - Protopterus aethiopicus congicus Poll, 1961
  - Protopterus aethiopicus mesmaekersi Poll, 1961
- 서아프리카폐어 또는 프로톱테루스 안넥텐스 (Protopterus annectens)
  - Protopterus annectens annectens (Owen, 1839)
  - Protopterus annectens brieni Poll, 1961 남방폐어
- 동아프리카폐어 또는 프로톱테루스 암피비우스 (Protopterus amphibius)
- 반점아프리카폐어 또는 프로톱테루스 돌로이 (Protopterus dolloi)